# Danish Music at the Louisiana
Danish Music at the Louisiana er en film instrueret af Jørgen Leth.

## Handling
Filmen giver et indblik i komponisten og pianisten Herman D. Koppels arbejde med den amerikanske Cantilena-kvartet før uropførelsen af hans klaverkvartet opus 114 i 1986. Filmen er optaget på kunstmuseet Louisiana, der fungerer som en i bogstavelig forstand billedrig kulisse, og museets direktør Knud W. Jensen fortæller kort om museet og om kunstens betydning for mennesket. Herman D. Koppel spiller desuden et klaverstykke af Carl Nielsen – i filmens billeder formidlet som en studie i fingrenes dans på tangenterne (fra Anders Leifers bog "Også i dag oplevede jeg noget ... Samtaler med Jørgen Leth", 1999).